# Бельгия на летних Олимпийских играх 1956
Бельгия принимала участие в Летних Олимпийских играх 1956 года в Мельбурне (Австралия) в одиннадцатый раз за свою историю, и завоевала две серебряные медали. Сборная страны состояла из 53 спортсменов (51 мужчина, 3 женщины), выступивших в соревнованиях по 12 видам спорта.

## Медалисты
| Медаль  | Спортсмен   | Вид спорта     | Дисциплина                        |
| ------- | ----------- | -------------- | --------------------------------- |
| Серебро | Йозеф Мевис | Борьба         | Мужчины, вольная борьба, до 62 кг |
| Серебро | Андре Нелис | Парусный спорт | Класс «Финн»                      |

## Результаты соревнований

### Академическая гребля
В следующий раунд из каждого заезда проходили несколько лучших экипажей (в зависимости от дисциплины). В финал A выходили 4 сильнейших экипажей.
Мужчины
| Соревнование | Спортсмены                  | Предварительный заезд | Предварительный заезд | Предварительный заезд | Отборочный заезд | Отборочный заезд | Отборочный заезд | Полуфинал            | Полуфинал            | Полуфинал            | Финал                | Финал                |
| Соревнование | Спортсмены                  | Заезд                 | Время                 | Место                 | Заезд            | Время            | Место            | Заезд                | Время                | Место                | Время                | Место                |
| ------------ | --------------------------- | --------------------- | --------------------- | --------------------- | ---------------- | ---------------- | ---------------- | -------------------- | -------------------- | -------------------- | -------------------- | -------------------- |
| двойки       | Роберт Батенс Михел Кнёйсен | 2                     | 7:45,6                | 3                     | 1                |                  | 3                | завершил выступление | завершил выступление | завершил выступление | завершил выступление | завершил выступление |